# Anderson Cooper
Pour les articles homonymes, voir Cooper.
Anderson Hays Cooper connu sous le nom d'Anderson Cooper, né le 3 juin 1967 à Manhattan (New York), est un journaliste et animateur de télévision américaine. Il anime l'émission d'information Anderson Cooper 360° sur CNN depuis novembre 2005.

## Biographie

### Jeunesse et formation
Originaire de New York, il est le fils de l'écrivain Wyatt Emory Cooper (en) (1927-1978), qui meurt quand il a 10 ans, et de l’héritière Gloria Vanderbilt (1924-2019), artiste, romancière et styliste (et arrière-arrière-petite-fille de Cornelius Vanderbilt). Lorsque son frère Carter se suicide en 1988 à 23 ans, il décide de devenir journaliste.
Élève à la Dalton School, il est ensuite diplômé de Yale en 1989 avec un baccalauréat universitaire (licence) en science politique. L'année suivante, il voyage au Vietnam et étudie à l'Université de Hanoï.

### Carrière
Au début des années 1990, il est employé par la chaîne Channel One News (en). Insatisfait de ce premier travail, il décide de réaliser des reportages à travers le monde dans les zones de conflit, en Somalie, en Bosnie-Herzégovine et au Rwanda.
En 1995, il devient correspondant pour ABC News, accédant au poste de coanimateur de l'émission ABC World News Now. En 2000, il réoriente sa carrière en faisant de la téléréalité pour l'émission The Mole.
En 2001, il passe de ABC à CNN pour être le remplaçant de Paula Zahn sur l'émission American Morning. Il anime le réveillon du jour de l'an avec CNN depuis 2002. 
En septembre 2003, il devient chef d'antenne avec son bulletin Anderson Cooper 360°, remplaçant l'animateur Aaron Brown. Son ton engagé et son cynisme le distinguent des autres animateurs américains.
Cooper a couvert plusieurs événements de grande envergure comme le tremblement de terre du 26 décembre 2004, l'ouragan Dennis et l'ouragan Katrina. Il a reçu plusieurs prix journalistiques pour ses réalisations.
Depuis septembre 2011, il anime également un talk-show baptisé Anderson et produit par la Warner Bros Television.
Lors d'un débat le 19 mai 2017, alors présentateur de CNN, il rétorque à l'analyste Jeffrey Lord (en), à propos du président des États-Unis Donald Trump : « S'il coulait un bronze sur son bureau, vous le défendriez. » (« If he took a dump on his desk, you would defend it. »).

### Vie personnelle
Il fait son coming out en juillet 2012 : « Je suis gay, je l'ai toujours été et je le serai toujours. Et je peux même dire que je suis très heureux, fier et épanoui de l'être. »
Il annonce le 30 avril 2020, sur CNN et Instagram, être le père biologique d'un garçon né le 27 avril 2020 et prénommé Wyatt Morgan Cooper,.
Le 10 février 2022, Anderson Cooper a annoncé au début de son émission sur CNN qu'il venait de devenir père pour la deuxième fois, d'un fils nommé Sebastian Luke Maisani-Cooper. Benjamin Maisani, partageant désormais la vie du journaliste, adoptera également Wyatt, le fils aîné d'Anderson Cooper.

## Œuvres
- (en) Anderson Cooper, Dispatches From The Edge : A Memoir of War, Disasters, and Survival, Harper/HarperCollins Publishers L.L.C., 23 mai 2006, 212 p. (ISBN 978-0-06-113238-4),
- (en) Anderson Cooper et Gloria Vanderbilt, The Rainbow Comes and Goes : A Mother and Son On Life, Love, and Loss, Harper, 5 avril 2016, 290 p. (ISBN 978-0-06-245494-2),